# LG V30
LG V30是由LG電子製造的一款Android智慧型手機，於2017年8月31日發布，為LG V20的後續機種，跟G系列不同的地方在於，V系列為主打搭載 Hi-Fi DAC 音質的大螢幕手機。V30對比上代V20，放棄右上輔助次螢幕，並把螢幕比例拉到18:9，尺寸提升到6吋，材質改為自家的P-OLED，增加了IP68防水防塵。並有儲存空間為128G的V30+，台灣引進為此版本，於2017年12月底上市。韓國團體TWICE代言該手機。同期最大的競爭對手為三星Galaxy Note 8、Sony Xperia XZ1、HTC U11+、Apple iPhone X、小米Mix2、華碩Zenfone 4 Pro、Nokia 8、和LG代工的規格類似的機種Google Pixel 2 XL。

## 技術規格
- 後置攝像頭：1600萬像素光學防手震鏡頭（f/1.6, OIS）+1300萬像素廣角鏡頭（f/1.9）
- 前置攝像頭：500萬像素
- 內存：4 GB RAM
- 存儲：64 GB / 128 GB（V30+）
- 電池：3300 mAh
- 尺寸：6寸
- 處理器：高通驍龍835
- 操作系統：Android 7.1.2 Nougat 目前已經可以升級Android 8.0 Oreo[5]
- 重量：158克
- 螢幕：2K 2880*1440 P-OLED 537ppi

| 前任： LG V20 | LG V30 2017 | 繼任： LG V30s ThinQ |